# San Marcelino
San Marcelino là một đô thị hạng 2 ở tỉnh Zambales, Philippines. Theo điều tra dân số năm 2000, đô thị này có dân số 25.440 người trong 5.866 hộ.

## Các đơn vị hành chính
San Marcelino được chia thành 18 barangay.
| - Aglao - Buhawen - Burgos (Pob.) - Central (Pob.) - Consuelo Norte - Consuelo Sur (Pob.) - La Paz (Pob.) - Laoag - Linasin | - Linusungan - Lucero (Pob.) - Nagbunga - Rabanes - Rizal (Pob.) - San Guillermo (Pob.) - San Isidro (Pob.) - San Rafael - Sta Fe |